# Silwana Rapti
Silwana Rapti, gr. Συλβάνα Ράπτη (ur. 10 listopada 1958 w Korfu) – grecka polityk i dziennikarka, parlamentarzystkaa krajowa, posłanka do Parlamentu Europejskiego VII kadencji.

## Życiorys
Ukończyła studia na Wydziale Ekonomii Uniwersytetu Ateńskiego. Pracowała jako dziennikarka, początkowo w telewizji ET-2. Od 1982 była radną Aten. Od czasów studenckich działa w Panhelleńskim Ruchu Socjalistycznym, należała do komitetu centralnego tego ugrupowania. Od 2004 do 2009 pełniła funkcję posłanki do Parlamentu Hellenów. W wyborach w 2009 uzyskała mandat deputowanej do Parlamentu Europejskiego z ramienia PASOK-u. Przystąpiła do grupy socjalistycznej, a także do Komisji Zatrudnienia i Spraw Socjalnych. W PE zasiadała do 2014.